# Раков, Дмитрий Фёдорович
Дмитрий Фёдорович Раков (Осецкий) (26 октября 1881, Княгининский уезд, Нижегородская губерния — 11 сентября 1941, Орёл) — российский политик, член ЦК эсеровской партии, член Всероссийского учредительного собрания, управляющий ведомством финансов Комуча.

## Биография
Родился в селе Большой Кемар Нижегородской губернии в крестьянской семье. После окончания учительской семинарии и Казанского учительского института преподавал отечественную историю в средних учебных заведениях Казанской губернии.
В период  революции 1905-1907 возглавлял Союз учителей Козмодемьянского уезда Казанской губернии. Занимался созданием местных организаций Всероссийского крестьянского союза. Сотрудничал с казанскими эсерами и социал-демократами. В декабре 1906 арестован за революционную пропаганду, постановлением МВД от 3 февраля 1907 предназначался к высылке в Вологодскую губернию на 3 года, в апреле 1907 получил разрешение выехать за границу. В 1910 возвратился в Москву, где вошёл в городскую организацию ПСР.
В 1913 окончил Московский коммерческий институт. Работал статистиком.

### В годы революции и гражданской войны
После Февральской революции переехал в Петроград. На III (май-июнь) и IV (ноябрь-декабрь) съездах партии эсеров избирался в ЦК, открывал оба съезда. Примыкал к левому центру партии. Член Предпарламента.
В ноябре избран в Учредительное собрание от Нижегородской губернии, участник заседания 5 января.
8 января 1918 избран в Бюро (Президиум) ЦК и возглавил его иногородний и организационный отделы.
В июне одним из первых вошёл в самарский Комитет членов Всероссийского Учредительного собрания (Комуч). В июле—сентябре управляющий ведомством финансов Комуча. В сентябре 1918 возглавил группу, созданную Комучем для выпуска денежных знаков, эти денежные знаки получили название «раковки». Участник Уфимского совещания.
Вместе с членами Директории Н. Авксентьевым и В. Зензиновым арестован в Омске в ночь на 19 ноября 1918 участниками переворота, приведшего к власти А. В. Колчака. Во время восстания большевиков в Омске в декабре 1918 был освобождён восставшими, но после подавления восстания вновь оказался в тюрьме.
Освобождён 21 марта 1919. В августе из Владивостока перебрался в Прагу.
В Париже эсерами в 1920 было опубликовано отдельной брошюрой под заглавием «В застенках Колчака. Голос из Сибири» частное письмо Ракова, написанное в декабре 1919 и адресованное, очевидно, Е. Роговскому.
По заданию  Заграничной делегации ПСР в начале 1920 направился в Москву для организации подпольной работы.

### В советских тюрьмах и ссылках
В июне 1920 арестован ВЧК. Вновь  арестован 25 апреля 1921. В 1920—1922 находился под следствием в Ярославской, Бутырской и Лефортовской тюрьмах.
В феврале 1922 Президиумом ГПУ был включён в список эсеров, которым в связи с организацией процесса по делу ПСР было предъявлено обвинение в антисоветской деятельности. 7 августа 1922 Верховным ревтрибуналом при ВЦИК осуждён на 10 лет тюремного заключения. 28 августа 1922 Верховный ревтрибунал заменил этот приговор лишением  свободы на 5 лет. 11 января 1924 Президиум ВЦИК сократил срок заключения до 2,5 лет.
9 октября 1925 постановлением Особого совещания при Коллегии ОГПУ по отбытии срока тюремного заключения выслан на 3 года в Коканд. 11 декабря 1925 во изменение прежнего постановления выслан в Уфу на тот же срок. 21 декабря 1928 срок ссылки был продлён на 1 год. 13 февраля 1930 ссылка была продлена ещё на один год. 3 января 1930 постановлением Особого совещания выслан в Ташкент на 3 года. 22 сентября 1932 срок ссылки продлён на 2 года. 26 сентября 1937 тройкой при НКВД Узбекской ССР по обвинению в контрреволюционной деятельности приговорён к 10 годам заключения в исправительно-трудовых лагерях. В сентябре 1941 г. Верховным судом СССР приговорён к расстрелу.
Помощником генерального прокурора Н. С. Власенко констатировалось в утверждённом 21 мая 2001 заключении о реабилитации:

Хотя Раков в суде заявил, что он считает себя ответственным за все действия ЦК партии эсеров, это заявление следует расценивать как политическую декларацию, а в уголовном порядке он может нести ответственность только за конкретные им совершенные действия. Таковых же со стороны Ракова не установлено. Наоборот, имеются сведения, что он активно участвовал в ниспровержении антисоветской, антинародной власти Колчака в Сибири.

### Семья
Жена — Анна Дмитриевна Кашинцева, имела от прежнего брака сына и дочь.

## Сочинения
- Война и финансы. — Пг: [Партия социалистов-революционеров Петрогр. изд. комис.], 1917. — 32 с.
- В застенках Колчака. Голос из Сибири. — Paris: Pour la Russie, 1920. — 47 с.